# 瓦戈斯
40°33′N 8°40′W / 40.550°N 8.667°W

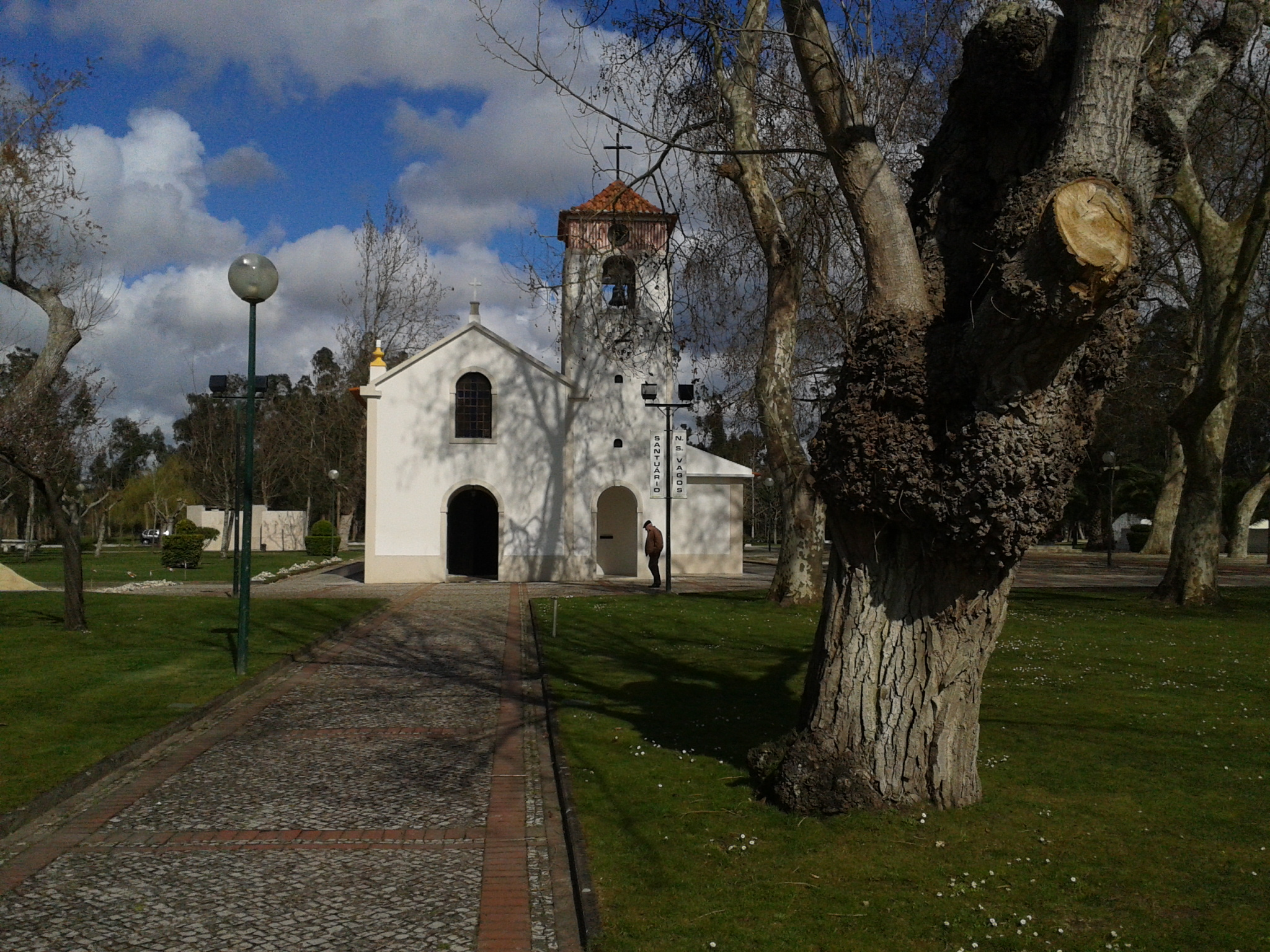

瓦戈斯（葡萄牙語：Vagos），是葡萄牙的城鎮，位於該國中北部，由阿威羅區負責管轄，始建於1514年8月12日，面積164.92平方公里，2011年人口22,851，人口密度每平方公里138.56人。